# Mario Duplantier
Mario François Duplantier (nacido el 19 de junio de 1981, Bayona, Francia) es un músico francés, baterista del grupo de death metal Gojira. Fue coronado como el mejor baterista de metal moderno por metalsucks.org en abril de 2012. Además, formó parte de una banda llamada Empalot desde 1999 hasta 2004.

## Carrera musical y artística
Nació y creció en una familia donde las artes siempre han jugado un papel importante. Ha desarrollado su dibujo, la pintura, la música y habilidades en un ambiente de libertad y creatividad. En 1996, Mario y su hermano Joseph "Joe" Duplantier crearon la banda de metal Gojira (anteriormente conocida como "Godzilla"). Viajando por el mundo con la banda, decidió transformar cada viaje en una sesión de dibujo y pintura real. La materia prima artística que surgió de estos viajes fue muy importante para él, por lo que se ha convertido en una disciplina diaria. Sin darse cuenta, Mario crea escenas surrealistas de personajes híbridos, animales extraños que cuentan historias a veces surrealistas, pero también inquietantes. Glicerol, tinta china, escupe, residuos y viejas pinturas, son sus herramientas favoritas para expresar libremente sus alegorías aparentemente ingenuas del mundo contemporáneo.
A Mario le gusta dibujar en sus parches de batería. Se le ocurrió la idea en 2009, durante la gira americana. "En Seattle, tuvimos un gran problema: ¡nos quedamos sin camisetas para vender! Como realmente necesitábamos los ingresos de la comercialización, comencé a pintar en los parches de los tambores, en lugar de tirarlos. Esa noche vendí los diez dibujos que había hecho durante el día". Siempre ha escrito o dibujado en la piel del tambor. Aparte de parches, ¿qué materiales utiliza para crear su arte? Puede ser cualquier cosa, desde papel de dibujo Canson a la madera, básicamente cualquier cosa que esté en sus manos.
Sobre la temática de sus trabajos. Es automático, espontáneo, y guiado sobre todo por sus emociones crudas. Sin embargo, cree estar más fascinado por el misterio de los seres humanos, en las relaciones entre, nuestro rencor, la fragilidad y nuestra profundidad también. Sin embargo, una gran cantidad de ideas subconscientes son liberados en su enfoque artístico.

## Influencias y estilo
Comenzó a tocar la batería a la edad de 11 años. Las 10 influencias musicales de Mario incluyen a bateristas como Lars Ulrich (Metallica), Igor Cavalera (Sepultura), Sean Reinert (Death, Cynic, Aghora, Portal, Aeon Spoke), Gene Hoglan (Death), David Silveria (Korn), Abe Cunningham (Deftones), Pete Sandoval (Morbid Angel), Kenneth Schalk (Candiria), Brad Wilk (Rage Against the Machine) y Vinnie Paul (Pantera). Y sus bandas preferidas son Korn, Placebo, Subramanian, Chaurasia, Gonzales, Candiria, Chopin y Bach.
"Hay tantos grandes bateristas que te obligan a mantenerte humilde. Sé que tengo cualidades y cosas en las que soy bueno, pero el trabajo nunca termina: si dejas de trabajar en la batería durante seis meses, perderás mucho. Es una disciplina real y todavía estoy mejorando".
"Lars es un genio; Si escuchas los primeros cinco álbumes de Metallica, la forma de tocar la batería es muy especial, especialmente la forma en que escribe esos patrones [rítmicos]. Creo que es el mejor baterista del mundo. No es una cuestión de ritmo o tecnicismo, es otra cosa".
Hablando de Ulrich y sus numerosos detractores: "Debemos hacerle justicia. Porque no se trata de su capacidad para mantener el ritmo, sino de lo que ha creado en el pasado. Estoy un poco cansado del debate sobre Lars, porque lo que él creó es único. Si escuchas And Justice for All, es totalmente increíble”.
Cuando era niño, no me importaba en absoluto la música. Me gustaban más los deportes. Pero mi hermano mayor, Joe, estaba obsesionado con Metallica. Comenzó a escuchar a la banda cuando tenía 16 años y yo 11. Quería que entendiera la música, pero siempre sentí que era demasiado ruidosa. Le decía: "Por favor, Joe... es demasiado ruidoso, es demasiado complicado, los gritos, no me gustan". Pero él estaba constantemente interpretando a Metallica, incluso cuando estábamos en el coche con nuestra madre o cuando estábamos cocinando con ella. Un día íbamos de camino a la estación de tren y se puso 'Orion' en el coche. La emoción que sentí cuando escuché esta canción - el bajo, el solo de guitarra, la batería - por primera vez, entendí la música. Cuando llegamos a casa, hizo una recopilación de las mejores canciones de Metallica y me dio un casete. Toqué 'Orion' una y otra vez. Estaba tan conmovido por esta canción que me volví adicto. Luego escuché otra canción, y otra, y finalmente me enamoré de la banda. Después de eso, mi hermano y yo nos dedicamos a Metallica. Y no sé qué estaba escuchando en la batería, si era la interpretación de Lars o las canciones en sí, pero solo quería tocar la batería. Cuando mi madre me compró mi primera batería, comencé a hacer versiones de canciones de Metallica. Y cuando mi hermano recibió una caja de Live Shit: Binge & Purge por Navidad, realmente nos volvimos locos. Vimos las imágenes del concierto en vivo, vi la batería blanca TAMA de Lars y supe que quería ser como él. Quería estar sin camisa en el escenario siendo un showman, exactamente así. Mi objetivo en la vida era convertirme en Lars Ulrich.
En 1998, Joe y yo comenzamos Gojira cuando tenía 14 años. Cuando conocimos a los otros dos miembros (Christian y Jean-Michel), nuestra pasión compartida era Metallica. Todos empezamos a tocar música por ellos, todos teníamos camisetas de Metallica, y solíamos bromear diciendo que seríamos 'la próxima Metallica', lo cual pensamos que era divertido porque suena muy pretencioso."
Su forma de tocar está orientada hacia un estilo más personal de la percusión. Lo que distingue a Mario Duplantier de otros bateristas de metal es que combina una serie de golpes graves precisos y variados potentes rápidos.

## Sus solos de batería
La actuaciones fueron filmadas por Anne Deguehegny, en el estudio Silver Cord de Nueva York.
Minotaur
"Aquí hay otra composición de batería que creé recientemente. La llamé Minotaur. Este solo se compuso alrededor de un patrón de batería alternativo de un solo golpe, entre manos y pies. Nunca he usado este tipo de patrón con Gojira, aunque puede tener un efecto dramático".
The City
"Solo de batería inspirado en la ciudad de Nueva York". "Es un monstruo gigante hecho de madera y acero, oro y tierra, hielo y tormentas. Tan rápido como la luz, sus movimientos, impulsados por una energía indescriptible y soberbia, crean diversos sonidos fascinantes.
El monstruo te destruirá a su paso si no estás atento. Es posible que necesites fortalecerte para sobrevivir en la ciudad".
Movement
"El océano ha estado muy agitado últimamente, provocando fuertes oleajes que alteran la calma del agua. El horizonte es menos visible, oculto por las olas. El mundo está en movimiento. Todo se acelera y desacelera constantemente".
"En estos tiempos de incertidumbre, nos balanceamos, bailamos con el movimiento y tratamos de aguantar".
Babar
"En 1996, cuando Joe y yo formamos Gojira, buscábamos constantemente nuevas experiencias sonoras. Un día íbamos en una furgoneta buscando cosas que sirvieran de percusión y nos topamos una zona abandonada en un pueblo llamado Labenne. Encontramos una gran barra de metal en el suelo debajo de unos escombros. ¡El sonido fue increíble! La llevamos a la sala de ensayo. Muy rápidamente lo integré en nuestras canciones. Por ejemplo, con algunos golpes en (Clone, Lizard Skin, Deliverance, etc...)".
"Rápidamente le dimos su nombre, Babar, como el elefante. Lo llevamos con nosotros a cada concierto, aunque Babar ocupaba la mitad del espacio en nuestra camioneta, ¡queríamos que siempre estuviera en el escenario con nosotros! Babar está presente, en la introducción de The Art of Dying".
"Un día después de un concierto en Francia en 2009, Babar fue abandonado en una acera durante un traslado del equipo. Babar estaba perdido y había desaparecido. En 2011 conocí a un artista, José Aguirre, que estaba dispuesto a reproducir una percusión nueva e idéntica. Aunque el sonido era ligeramente diferente, tuve la sensación de haber encontrado a Babar, mi amada percusión perdida. Desde que Gojira se convirtió en un grupo internacional, obviamente no podemos llevarlo a todos los países. Su tamaño es demasiado grande, por lo que Babar está tranquilamente instalado en nuestra sede francesa".

## Vida personal
Su madre, Patricia Rosa, era instructora de yoga, su padre, Dominique, es un dibujante y pintor francés y su hermana Gabrielle es fotógrafa.

## Equipamiento
- Batería – Tama Superstar Custom, Custom Charcoal (CCC)[18]
  - 18"x22" Bass Drum (SLB22E)
  - 18"x22" Bass Drum (SLB22E)
  - 6.5"x14" Snare Drum (SLS65)
  - 9"x12" Tom Tom (SLT12A)
  - 10"x13" Tom Tom (SLT13A)
  - 16"x16" Floor Tom (SLT16A)
  - 5.5"x14" Snare Drum (SLS55)
  - 5.5"x14" Snare Drum (SLS55)
- Platillos – Zildjian[19][20]
  - 13" A Custom Hi-Hats
  - 21" Z Custom Mega Bell Ride
  - 18" A Custom Projection Crash (×2)
  - 17" A Custom Projection Crash
  - 20" Oriental China Trash (×2)
- Otro
  - Tama Mario Duplantier Signature Sticks[21]

## Discografía

### Con Gojira
Como Godzilla
- Victim (demo, 1996)
- Possessed (demo, 1997)
- Saturate (demo, 1999)
- Wisdom Comes (demo, 1999)

Como Gojira
- Terra Incognita (2000)
- Maciste All Inferno EP (2003)
- The Link (2003)
- Indians (2003)
- The Link Alive (en vivo, 2004)
- From Mars to Sirius (2005)
- The Way of All Flesh (2008)
- The Flesh Alive (en vivo, 2012)
- End of Time EP (2012)
- L'Enfant Sauvage (2012)
- Explosia (2012)
- Liquid Fire (2012)
- L'Enfant Sauvage (2012)
- Magma (2016)
- Fortitude (2021)
- Our Time is Now (2022)
- Mea Culpa (Ah! Ça ira!) (2024)

### ConEmpalot
- Brout (Démo) (1999)
- Tous Aux Cèpes (2001)
- Empalot en Concert (en vivo, 2004)